# BB 1280
Les BB 1280 sont des locomotives électriques conçues dès 1898 sur le modèle des locomotives du Baltimore & Ohio de 1895. Elles sont construites par General Electric pour la partie électrique et par Blanc Misseron pour la partie mécanique.
Elles sont mises en service entre 1899 et 1907 par la Compagnie du chemin de fer de Paris à Orléans. Initialement prévues pour fonctionner sous courant continu 600 V capté par troisième rail, elles sont transformées entre 1930 et 1935 pour être alimentées par caténaire en courant continu 1,5 kV. Les locomotives sont réformées entre 1965 et 1967.

## Description

### 600V
Les locomotives de la série BB 1280, initialement immatriculées E 1 à E 13, sont construites en trois lots successifs par General Electric pour la partie électrique et par Blanc Misseron pour la partie mécanique.
Les E 1 à 8 sont des petites locomotives électriques commandées par la compagnie du Paris-Orléans (PO) pour la courte ligne parisienne de la gare de Paris-Austerlitz à la gare d'Orsay. Construite en grande partie en souterrain, l'extension vers le centre de Paris de la grande artère du PO ne pouvait être exploitée en traction vapeur. Ce prolongement a donc été électrifié et exploité en traction électrique dès sa mise en service en 1900, en 600 V continu par troisième rail (au plafond du tunnel ou latéral) avec captage, soit par un mini-pantographe PO, soit par frotteur. Ces locomotives sont surnommées « boîtes à sel » en raison de la forme spécifique de leur caisse à cabine centrale.
Dès 1900-1904 les locomotives E 2 à 8 voient leur rapport d'engrenages modifié, alors que la E 1 reste affectée aux manœuvres à Orsay. Par ailleurs, pour éviter la surchauffe de la cabine dans laquelle se trouve le rhéostat, les portes sont remplacées par un tablier de cuir.
Les E 9 à 11 sont acquises lors du prolongement en 1904 de l'électrification en banlieue jusqu'à Juvisy. Équipées de deux postes de conduites et d'un fourgon, elles ont une caisse plus classique en forme de parallélépipède. Les E 12 et E 13, livrées en 1905, sont équipées d'un équipement électrique permettant le fonctionnement des deux locomotives en unités multiples. Leur caisse, biseautée sur toute la hauteur, diffère de celle des E 9 à 11, où seul le haut de caisse était effilé.
Ces machines sont retirées du service de ligne vers 1927, lors du rééquipement en caténaire 1 500 V de la ligne Orsay - Invalides, dans le cadre de l'électrification de la section Paris - Vierzon.

### 1,5kV
Au début des années 1930, l'achat de locomotives électriques de manœuvres neuves n'est pas envisageable ; les E 1 à 8 sont transformées en machine 1500 V avec captage par pantographe Thomson entre 1930 et 1935, les E 3 et E 4, traitées avant les autres, ayant servi à vérifier le bien-fondé l'opération. La transformation est réalisée aux ateliers de Vitry par l'adjonction d'une « métadyne », dispositif étudié par l'ingénieur italien Giuseppe Pestarini et mis au point par Alsthom ; il s'agit d'un convertisseur rotatif continu-continu 1500 V-600 V qui nécessite l'aménagement d’ouïes d'aération sur le côté de la caisse. Les locomotives perdent leur petit pantographe de toiture type Vedovelli pour un modèle classique. Elles sont renumérotées E 281 à 288. Les E 9 à 13 subissent le même modification entre 1933 et 1936 et renumérotées E 289 à 293. Pour les locomotives à cabine unique, la métadyne, très volumineuse, occupe très largement la cabine, laissant peu d'espace au conducteur.
Toutes les locomotives sont renumérotées BB 1282 à 1293 en 1949.

## Service
Pendant leur première carrière de machines 600 V, les « boîtes à sel » ont assuré à Paris-Austerlitz le relais des trains de voyageurs du sud-ouest et à destination de la gare d'Orsay par ligne partiellement souterraine. Pendant les crues de 1910, le service dans le souterrain immergé est brièvement assuré par des machines à vapeur avant d'être totalement interrompu.
Après leur transformation en 1,5 kV, elles sont versées au service manœuvre à Paris-Sud-Ouest et sur les dépôts du réseau sud-ouest. Elles assurent des manœuvres en gare ou des navettes ouvrières entre la gare et le dépôt.
En 1944, la BB 1281 est détruite au dépôt de Saint-Pierre-des-Corps par un bombardement allié visant les installations ferroviaires. Accidentée, la BB 1291 à caisse parallélépipédique est reconstruite en 1949 sur le modèle des « boîtes à sel ».
Les premières radiations (excepté la 1281 détruite) ont lieu en 1965 avec les BB 1286 et 1287 de Paris Sud-Ouest. Les sont dernières BB 1280 sont radiées en bloc en 1967.

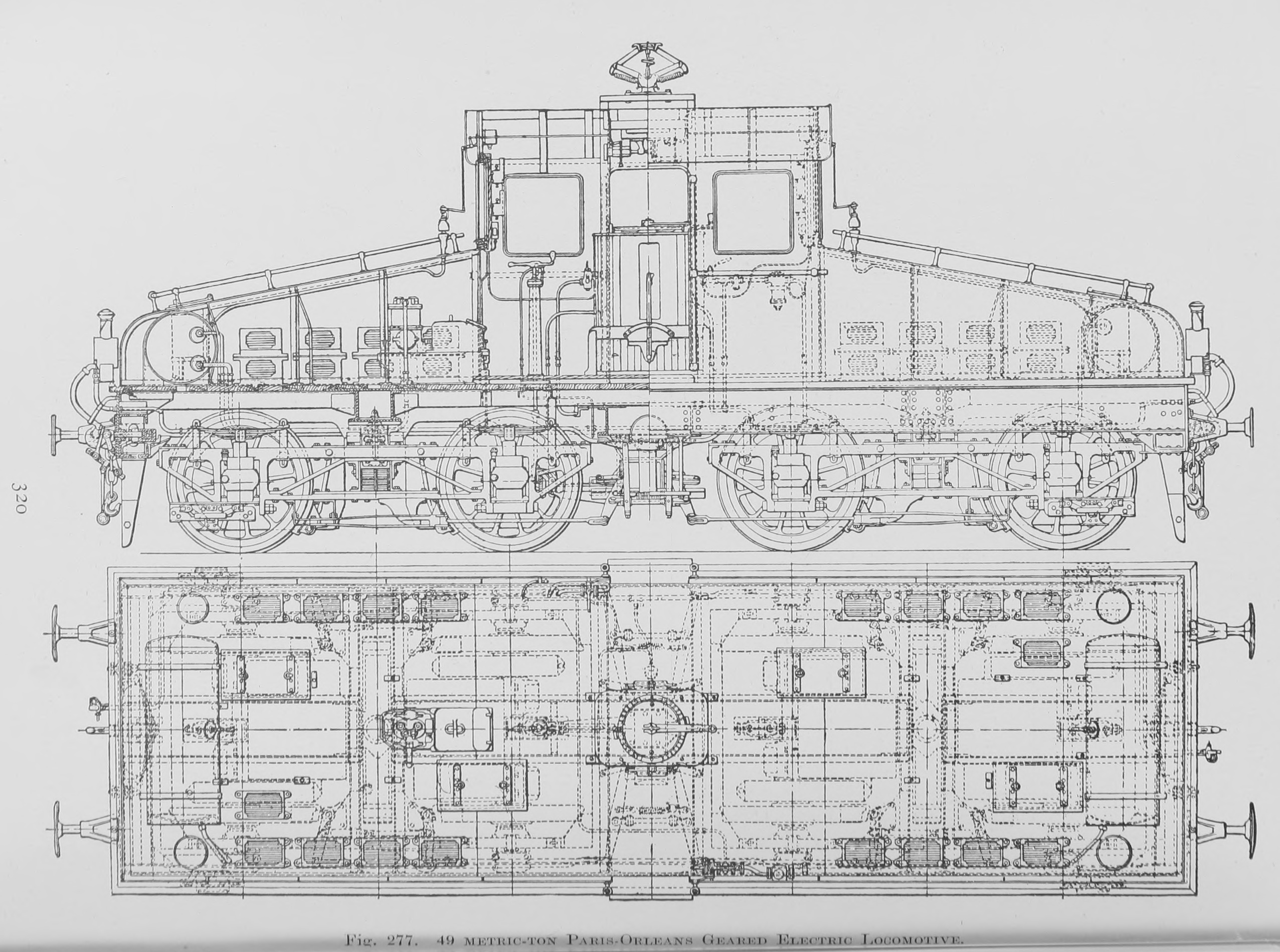
Plan d'une BB 1280 (première tranche) dans sa configuration initiale.
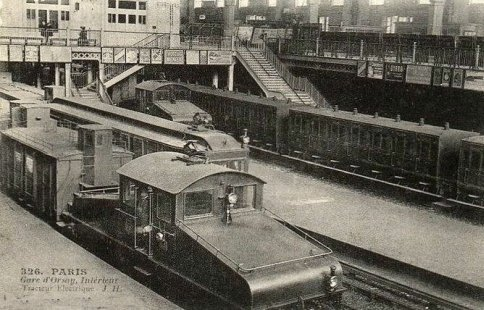
« Boîte à sel » en gare d'Orsay.
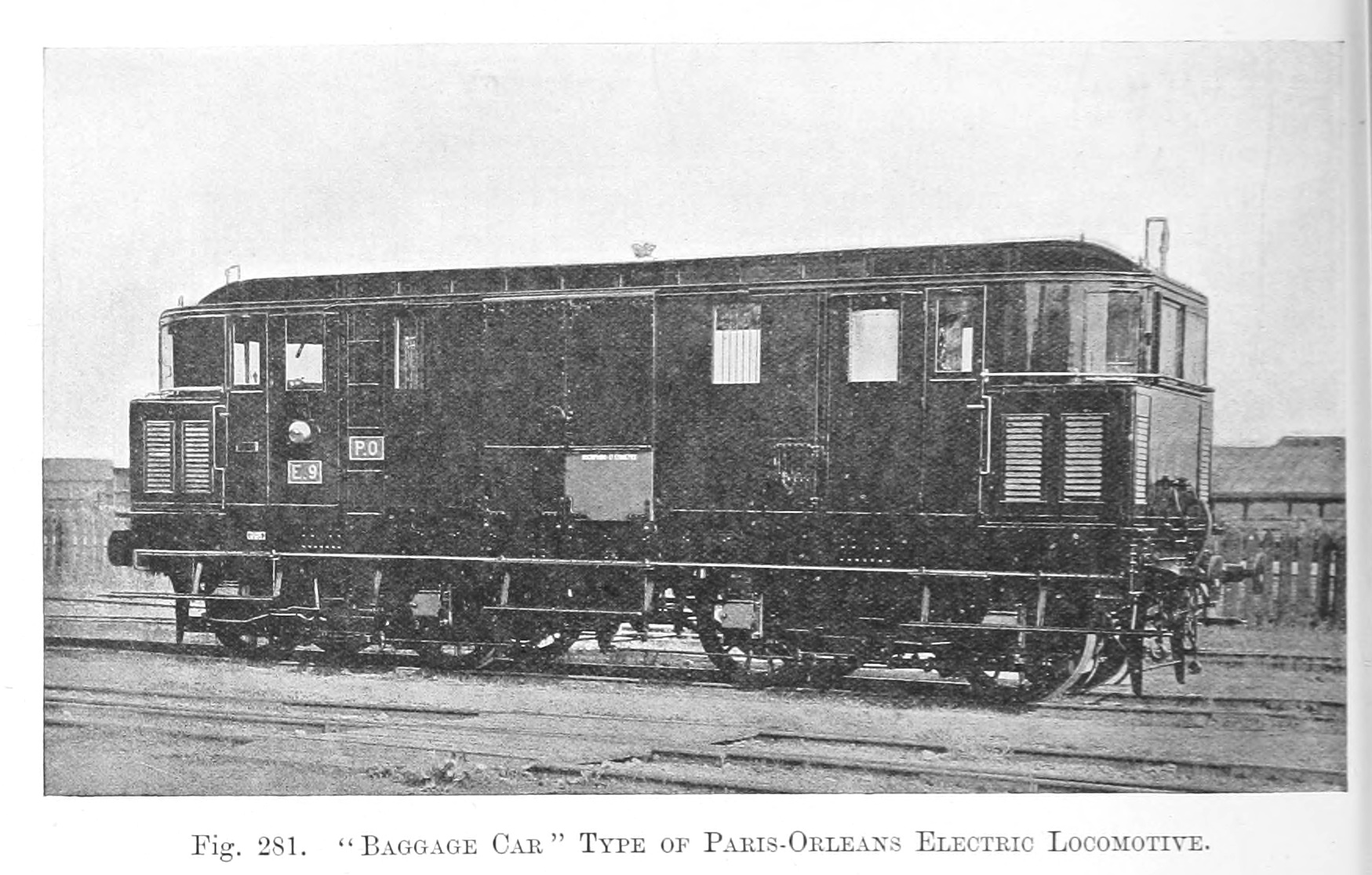
locomotives-fourgon de la sous-série E 9 à 11 construite sur la même base.
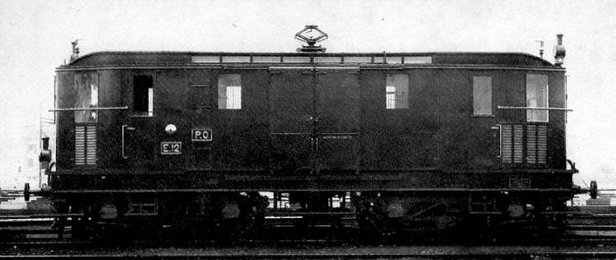
locomotives-fourgon de la sous-série E 12 à 13 construite sur la même base.
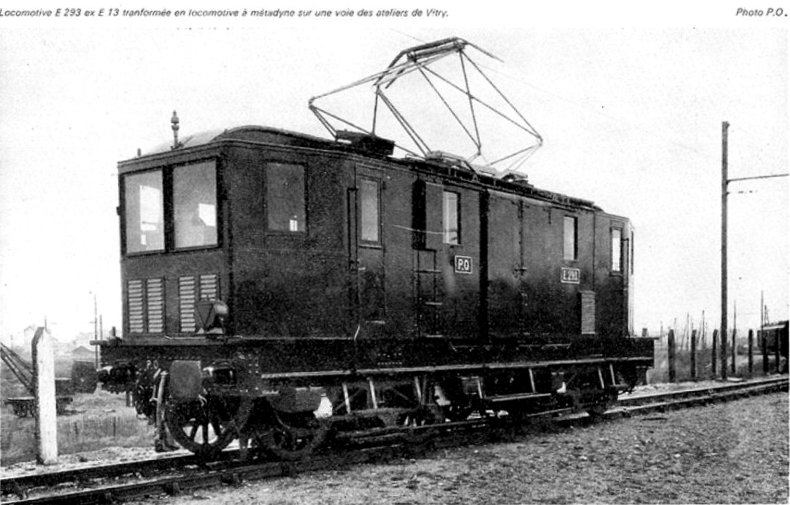
La sous-série E 9 à 13 étrenne sa nouvelle carrosserie de E 289 à 293 après adaptation au 1500 V.

## Machine préservée
La BB 1283 est garée au dépôt de Vierzon puis restaurée à Brive, remise au type d'origine ; elle rejoint ensuite le Musée français du chemin de fer à Mulhouse.

## Modélisme
Les BB 1280 ont été reproduites à l'échelle HO par :
- La Maison des trains, avec carrosserie en bronze
- Keyser, distribué en France par MKD, sous forme de kit en métal blanc à monter
- RMCF, sous forme de kit en laiton à monter
- Apogée Vapeur, sous forme de kit en laiton à monter.